# Motel

Das High Desert Motel in Joshua Tree (Kalifornien)

Ein Motel, deutsch auch Rasthaus, Raststätte oder Autohof, ist ein Beherbergungs- und Gastronomiebetrieb für Autoreisende.

## Zum Begriff
Motels sind an Fernverkehrsstraßen liegende Gasthöfe mit entsprechenden Parkmöglichkeiten.
Motel ist ein Kofferwort aus Motor und Hotel.
Im Gegensatz zu einem Hotel sind die Zimmer im Motel oft direkt von außen ohne Zugangskontrolle an einer Rezeption erreichbar – meist auf kurzem Wege vom Parkplatz, um das Be- und Entladen von Gepäck zu erleichtern. Motels haben oft keine eigene Gastronomie und schenken auch keine alkoholischen Getränke aus. Oft befinden sich auch Beherbergung und Gastronomie als einer oder als getrennte Betriebe an einem Ort, in Kombination mit Tankstellen, Reparaturwerkstätten, Plätzen der Autopflege und sonstiger Erholungsinfrastruktur (Raststätte im eigentlichen Sinne, vergleiche Autobahnraststätte). Motels/Rasthäuser haben im Allgemeinen – auch in der Bewirtung – keine Sperrstunde, sondern sind 24 Stunden geöffnet. Für Reisende und Berufsfahrer (Zusteller, LKW-Fahrer) ist verbreitet auch spezialisierteres Angebot vorhanden.
Die ersten Motels entstanden mit der Massenmotorisierung zu Beginn des 20. Jahrhunderts in den USA. Als Begründer gilt der US-amerikanische Architekt Arthur Heineman. Das erste Motel überhaupt eröffnete am 12. Dezember 1925 im kalifornischen San Luis Obispo unter dem Namen Motel Inn. Nach Europa kamen sie vorrangig als Autobahnraststätte ab den 1950er-Jahren sowie an anderen Fernverkehrsrouten, später auch in den Außenbereichen der großen Städte in verkehrsgünstiger Lage.
Das erste Motel in Deutschland, das den amerikanischen Vorbildern architektonisch entsprach, wurde 1953 in Tübingen unter dem Namen Touring-Motel auf städtischem Grund erbaut. In einer zeitgenössischen Beschreibung wurde es aufgrund seiner Bauform als „Karawanserei des 20. Jahrhunderts“ bezeichnet: Die Zimmer lagen um einen quadratischen Innenhof und wurden über einen an der Außenseite liegenden Gang erschlossen. Unter diesem Gang und den Zimmern befand sich im Erdgeschoss die zum jeweiligen Zimmer gehörige Garage für das Fahrzeug des Gastes. Restaurant und Küche befanden sich in einem an einer Ecke des Quadrats angebauten besonderen Flügel. Das Touring-Motel hatte 24 Zimmer mit 38 Betten und wurde nach einem städtischen Bericht im Eröffnungsjahr „besonders von ausländischen Gästen gerne aufgesucht“. Das ehemalige Touring-Motel ist inzwischen als 4-Sterne-Hotel Stadt Tübingen (Lage) erweitert und vergrößert worden, die ursprüngliche Gebäudeform um einen quadratischen Innenhof ist jedoch erhalten geblieben.
Motels sind üblicherweise einfach ausgestattet und preisgünstig. Sehr populär in Frankreich sind Motels ohne Rezeptionist, sogenannte Automatenhotels. Der Gast bucht sich per Kreditkarte ein und erhält ein Passwort, mit dem er sein Zimmer betreten kann. Eine bekannte Automatenhotelkette ist Hotel F1 (zuvor: Hotel Formule 1).
Eine neue Form des Motels, die speziell für Berufskraftfahrer in Autobahnnähe betrieben werden, ist das Roatel. „Roatel“ ist eine Wortschöpfung aus dem englischen „Road“ und Hotel.
In Lateinamerika und Ostasien dient ein Motel nahezu ausschließlich als Stundenhotel und wird in der Regel von Liebespaaren oder Prostituierten und ihren Kunden genutzt.

## Nationales

### Österreich
In Österreich werden gemäß § 111 Abs 5 Gewerbeordnung die Betriebsarten Motel und Rasthaus unterschieden, erstere gehören zu den Gasthöfen, das sind Gastgewerbebetriebe, bei denen sowohl Beherbergung von Gästen wie auch Gastronomie (Speisenverabreichung und Getränkeausschanktätigkeit) betrieben wird (wie beim Hotel), zweitere gehören zu den Gasthäusern, die in erster Linie der Einnahme von Mahlzeiten dienen (wie ein Restaurant). Die Sperrzeit gilt für Motels und Rasthäuser nicht.